# Karla Schulz
Karla Schulz (* 1932 in Pommern; † 15. Februar 2018 in Starnberg) war eine deutsche Tischtennisspielerin.

## Leben
Karla Schulz begann mit dem Tischtennisspielen 1946 beim Verein FC Gunzenhausen. Später schloss sie sich dem MTV München und dem TC Augsburg an. Zu ihren ersten Erfolgen zählt der Gewinn der Deutschen Jugendmeisterschaft 1948/49 im Einzel und der Einzug ins Doppel-Endspiel mit Elke Hamel. 1954 nahm sie an der deutschen Meisterschaft teil, von 1956 bis 1958 wurde sie dreimal in Folge deutsche Hochschulmeisterin. Bei den Bayerischen Meisterschaften gewann sie 1957, 1959 und 1965 den Titel im Einzel, dazu kommen zehn Siege im Doppel und vier im Mixed. 1963 kam sie bei den nationalen deutschen Meisterschaften im Doppel mit Marlies Berger ins Halbfinale.
1962 wurde sie für die Individualwettbewerbe der Europameisterschaft in West-Berlin nominiert. Hier schied sie sowohl im Einzel (gegen die Jugoslawin Cirila Pirc) als auch im Mixed mit Josef Seiz (gegen die Niederländer Jan Scheffer/Ursula Artz) bereits in der ersten Runde aus. Im Doppel mit Heide Dauphin setzte sie sich gegen Alima Mokhtari/Martine Le Bras (Frankreich) durch, verlor danach jedoch gegen die Schwedinnen Britt Andersson/Birgitta Tegner.
1965 heiratete sie Bobby Schenk, den deutschen Hochschulmeister im Tischtennis. Mit ihm segelte sie über die Weltmeere. 2018 starb sie nach langer Krankheit in Starnberg.

## Schriften
- Die Bordküche: Einrichtung, Rezepte, Tips. München, Bern, Wien: BLV-Verlagsgesellschaft, 1978, ISBN 978-3-405-11779-5
- Perfekte Törnplanung für Segler und Motorbootfahrer. München, Wien, Zürich: BLV-Verlagsgesellschaft, 1980, ISBN 978-3-405-12080-1